# Labuty
Labuty település Csehországban, Hodoníni járásban. Labuty Skalka, Osvětimany, Hýsly és Vřesovice településekkel határos. Lakosainak száma 175 fő (2024. január 1.).

## Népesség
A település lakosságának változását az alábbi diagram mutatja:
| Lakosok száma | 322  | 424  | 409  | 396  | 256  | 187  | 170  | 177  | 149  | 175  |
|               | 1869 | 1900 | 1921 | 1961 | 1980 | 2011 | 2016 | 2019 | 2021 | 2024 |